# Okręg wyborczy Ipswich
Okręg wyborczy Ipswich powstał w 1295 r. i wysyłał do angielskiej, a następnie brytyjskiej, Izby Gmin dwóch deputowanych. Od 1918 r. okręg wysyła jednego deputowanego. Okręg obejmuje miasto Ipswich w hrabstwie Suffolk.

## Deputowani do brytyjskiej Izby Gmin z okręgu Ipswich

### Deputowani w latach 1660–1918
- 1660–1660: Nathaniel Bacon
- 1660–1661: Francis Bacon
- 1660–1661: Frederick Cornwallis
- 1661–1670: John Sicklemore
- 1661–1674: William Blois
- 1670–1685: John Wright
- 1674–1680: Gilbert Lindfield
- 1680–1696: John Barker
- 1685–1689: Nicholas Bacon
- 1689–1689: Peyton Ventris
- 1689–1695: Charles Blois
- 1695–1698: Charles Whitaker
- 1696–1701: Richard Phillips
- 1698–1701: Samuel Barnardiston
- 1701–1701: Joseph Martin
- 1701–1701: Charles Duncombe
- 1701–1705: Charles Whitaker
- 1701–1702: Richard Phillips
- 1702–1708: John Bence
- 1705–1707: Henry Poley
- 1707–1714: William Churchill
- 1708–1713: William Barker
- 1713–1714: William Thompson
- 1714–1715: Richard Richardson
- 1714–1715: Orlando Bridgeman
- 1715–1730: William Thompson
- 1715–1717: William Churchill
- 1717–1733: Francis Negus
- 1730–1734: Philip Broke
- 1733–1741: William Wollaston
- 1734–1759: Samuel Kent
- 1741–1757: Edward Vernon
- 1757–1784: Thomas Staunton
- 1759–1761: George Montgomerie
- 1761–1768: Francis Vernon, 1. baron Orwell of Newry
- 1768–1784: William Wollaston
- 1784–1790: William Middleton
- 1784–1784: John Cator
- 1784–1803: Charles Alexander Crickett
- 1790–1796: John D’Oyly
- 1796–1806: Andrew Hamond
- 1803–1806: William Middleton
- 1806–1807: Richard Wilson
- 1806–1807: Robert Stopford
- 1807–1812: Home Riggs Popham
- 1807–1820: Robert Alexander Crickett
- 1812–1818: John Round
- 1818–1820: William Newton
- 1820–1827: William Haldimand
- 1820–1826: Thomas Barrett-Lennard
- 1826–1827: Robert Torrens
- 1827–1831: Robert Adam Christopher
- 1827–1831: Charles Mackinnon
- 1831–1835: James Morrison
- 1831–1835: Rigby Wason
- 1835–1835: Fitzroy Kelly
- 1835–1835: Robert Adam Christopher
- 1835–1837: James Morrison
- 1835–1837: Rigby Wason
- 1837–1839: Thomas Milner Gibson, Partia Konserwatywna
- 1837–1838: Henry Tufnell, wigowie
- 1838–1841: Fitzroy Kelly
- 1839–1841: Thomas John Cochrane
- 1841–1842: Rigby Wason
- 1841–1842: George Rennie, wigowie
- 1842–1842: John Cuffe, 3. hrabia Desart, Partia Konserwatywna
- 1842–1842: Thomas Gladstone, Partia Konserwatywna
- 1842–1847: John Neilson Galdstone
- 1842–1847: Sackville Walter Lane-Fox
- 1847–1868: John Chevallier Cobbold
- 1847–1874: Hugh Edward Adair
- 1868–1874: Henry Wyndham West
- 1874–1876: John Patteson Cobbold
- 1874–1880: James Redfoord Bulwer, Partia Konserwatywna
- 1876–1883: Thomas Cobbold
- 1880–1886: Jesse Collings, Partia Liberalna
- 1883–1886: Henry Wyndham West
- 1886–1906: Charles Dalrymple, Partia Konserwatywna
- 1886–1895: Hugo Charteris, lord Elcho, Partia Konserwatywna
- 1895–1918: Daniel Ford Goddard
- 1906–1910: Felix Cobbold, Partia Liberalna
- 1910–1914: Charles Silvester Horne, Partia Liberalna
- 1914–1918: Francis Ganzoni, Partia Konserwatywna

### Deputowani po 1918
- 1918–1923: Francis Ganzoni, Partia Konserwatywna
- 1923–1924: Robert Jackson, Partia Pracy
- 1924–1938: Francis Ganzoni, Partia Konserwatywna
- 1938–1957: Richard Stokes, Partia Pracy
- 1957–1970: Dingle Foot, Partia Pracy
- 1970–1974: Ernle Money, Partia Konserwatywna
- 1974–1987: Kenneth Weetch, Partia Pracy
- 1987–1992: Michael Irvine, Partia Konserwatywna
- 1992–2001: Jamie Cann, Partia Pracy
- 2001–: Chris Mole, Partia Pracy